# Bodufenvalhuge Sidi

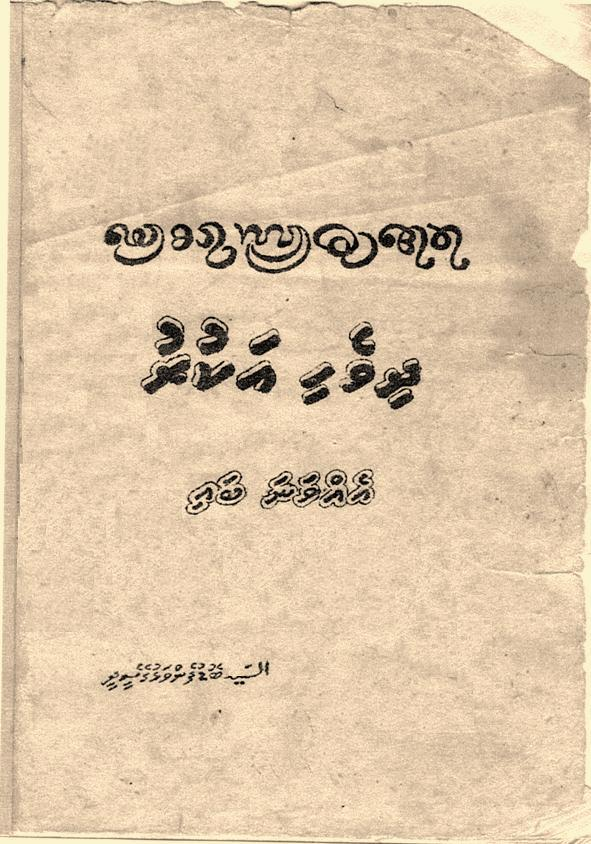
Portada del libro "Divehi Akuru" escrito por Bodufenvalhuge Sidi

Bodufenvalhugey Sidi (Thaana: ބޮޑުފެންވަޅުގޭ ސީދީ) o Assayyidhu Bodufenvalhugey Seedhee (1888-1970), fue un intelectual y escritor maldivo.

## Biografía
Bodufenvalhugey Sidi, nacido el 19 de mayo de 1888 con el nombre de Hussain el-Hussaini, era hijo de Bodufenvalhugey Dhon Manike y Mohamed Kuda Sidi. Fue poeta y, en una época, Juez presidente. Se casó con ocho mujeres y tuvo cinco hijos supervivientes de cuatro de estos matrimonios. Su primera esposa fue Bodugalugey Aisha Didi, hija de Bodugalugey Lhathutthu Didi. Entre sus descendientes se encuentran Ahmed Mujuthaba y Mohamed Mustafa, ambos destacados en Administración y política maldivas.
Sidi pasó varios años de su juventud en el atolón de Addu con sus parientes maternos. El atolón de Addu era el principal centro de enseñanza de las Maldivas en aquella época, a principios del siglo XX. Allí recibió educación de un conocido maestro y pariente, Elhagey Abdullah Didi, hijo de Gan'duvaru Hassan Didi, también conocido como Dhon Beyyaa de Meedhoo. Se le atribuyen muchos de los avances de la poesía maldiva del siglo XX. Fue el último poeta importante en escribir en el estilo poético maldivo llamado raivaru, y uno de los primeros poetas en escribir en el estilo poético maldivo llamado lhen. Sus primeros poemas eran principalmente sátira política. 
En 1925, intentó derrocar al sultán Muhammad Shamsuddheen III en favor del príncipe Abdulla Imadhuddheen, hijo del depuesto rey Siri Kula Sundhura Katthiri Bavana (Sultán Muhammad Imaadhuddheen VI). El rey depuesto se exilió en Egipto mientras Abdulla Imadhuddheen se encontraba de visita en Malé desde Egipto. El intento se frustró en febrero de 1925 y Abdulla Imadhuddheen fue deportado a Egipto. Los demás conspiradores fueron desterrados a varios atolones de las Maldivas. Sidi, el más culto y respetado de los conspiradores, fue acusado de ser el cerebro del complot. Él negó la acusación y afirmó que desaconsejó firmemente el momento y el modus operandi del complot. Inició una huelga de hambre y se negó a responder a las preguntas, afirmando que no había hecho nada malo. Después de aceptar que le dieran de comer, insistió en que le dieran comida casera. Consiguió que se le concediera este deseo, y a la hora de cada comida su cuñado Berugey Yoosuf Fulhu aparecía con su comida y esperaba allí mientras él comía. Bodufenvalhugey Sidi daba a entender que no se fiaba de las autoridades maldivas.
En estos casos, las autoridades solían aplicar la justicia sumaria. Llevaban a la víctima al exterior y la azotaban con un gato de nueve colas hasta que quedaba cubierta de sangre; luego le aplicaban lonumirus (pasta de chile) en las heridas y la desterraban a una isla remota. En el caso de Sidi se mostraron reacios a hacerlo porque los británicos se habían enterado de la situación. Las Maldivas eran entonces un protectorado británico aunque los británicos estaban obligados por un tratado a no interferir en los asuntos internos.
Bodufenvalhuge Sidi fue desterrado a Hulhudheli en Atolón Dhaalu. Muchos de sus parientes maternos del atolón Addu paraban regularmente en esa isla para aprovisionarse de víveres y agua en su camino hacia y desde Malé. Las autoridades sospecharon y decidieron enviarlo a Maamakunudhoo, la más remota de las islas septentrionales. 
En su exilio en Maamakunudhoo, continuó con su labor literaria y escribió gran parte de su poesía. Allí adoptó el seudónimo de "Himaarul Qawm" o "Asno de la Nación". Distribuyó su poesía, prohibida entonces por el gobierno, a sus socios de Malé a través de una exesposa, Maavaa Kileygefaanu Gan'duvaru Goma, y su hermana Bodufenvalhugey Dhon Didi.
Sidi permaneció en la isla de Maamakunudhoo durante ocho años, hasta que fue indultado en una amnistía general tras la abdicación forzada del rey Shamsuddheen. A su llegada a Malé fue nombrado Presidente del Tribunal Supremo. También fue nombrado miembro del Consejo de Regencia que gobernaba en ausencia de un sultán. Tras regresar a Malé, siguió escribiendo poesía y algunas novelas y otros libros. 
Fue la última persona conocida con conocimientos de la antigua escritura maliense llamada Dhives Akuru. Sidi era uno de los pocos maldivos de la era moderna que entendía las antiguas letras diveis, hoy olvidadas, en las que se escribían partes de las concesiones, órdenes y escrituras reales. Aprendió este antiguo sistema de escritura divehi en el atolón de Addu. Hasta principios del siglo XX, toda la correspondencia gubernamental con origen y destino en el atolón de Addu se escribía con estas antiguas letras dhivehi.
Aparte de su paso por la política como ministro de Educación, Bodufenvalhugey Sidi siguió ejerciendo profesiones jurídicas y eclesiásticas. Con la edad, su obra literaria se fue haciendo menos radical y más convencional.
Bodufenvalhugey Sidi murió en Malé el 2 de junio de 1970.

## Obras
Entre sus novelas, las más conocidas son Dhilleegey Ibrahim Didi ge Vaahaka y Maa Makunudhoo Bodu Isa ge Vaahaka. También publicó un tratado sobre la poesía de las Maldivas titulado Dhivehi Lhen Hedhumuge Masaikaiytherikamuge Ran Tharaadhu.
En 1959, durante el reinado del sultán Mohammed Fareed, el ex primer ministro (y más tarde presidente) Ibrahim Nasir expresó su deseo de que se escribiera un libro sobre la antigua escritura maldiva, que por entonces era ignorada en gran medida por los maldivos. Se puso en contacto con Sidi, que no tardó en escribir Dhivehi Akuru. Con este pequeño libro, Sidi quería mostrar claramente que en la antigüedad los maldivos escribían de izquierda a derecha en su propia escritura. De ahí que Dhivehi Akuru sea quizá el único libro escrito en Thaana que se abre por el lado izquierdo. El último capítulo de este libro muestra un texto en el que los divehi akuru se acompañan de escritura árabe. Como podrá véase el lector familiarizado con la escritura maldiva, este libro es el volumen 1 (evvana bai). Quizás Sidi tenía la intención de publicar un segundo, o quizás incluso un tercer volumen sobre el tema, pero desgraciadamente este importante erudito maldivo murió antes de poder hacerlo.